# Rourke Art Museum

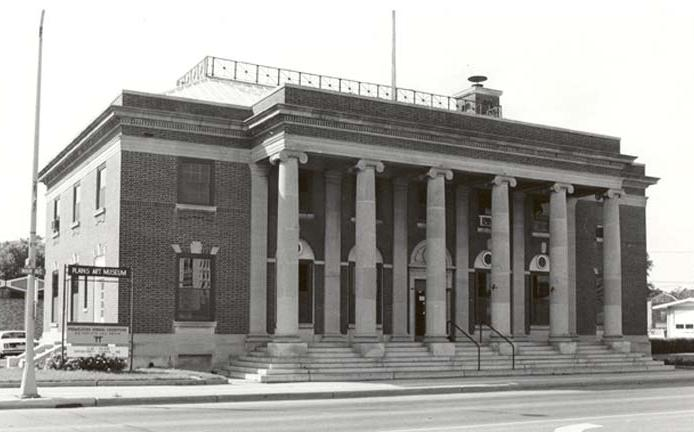
Das Rourke Art Museum

Das Rourke Art Museum in Moorhead, Minnesota ist ein 1965 von James T. O’Rourke gegründetes Museum für bildende Kunst. Es befindet sich im 1915 an der 521 Main Avenue erbauten ehemaligen Postamt. Das Museum entstand als Red River Art Center und erhielt zehn Jahre später den Namen Plains Art Museum. Nachdem der Gründungsdirektor O’Rourke 1987 das Museum verlassen hatte, trennten sich Plains Art Museum und Rourke Museum; beide Institutionen wurden erneut unabhängig.
Das Gebäude ist das ehemalige Federal Courthouse and Post Office, ein historisches Bundesgericht und Postamt. Es wurde in eine Studie über historische Immobilien in Clay County aufgenommen, demnach zeige das Gebäude "den Einfluss der Funktion der Bundesregierung in den meisten Städten." Das Gebäude wurde 1980 im National Register of Historic Places aufgeführt.

## Sammlung
Die ständige Sammlung umfasst mehr als viertausend Kunstwerke, die überwiegend von James O’Rourke zusammengetragen wurden und zu einem großen Teil noch kunsthistorischer Aufarbeitung bedürfen. Zu den vertretenen Künstlern zählen Andy Warhol, James Rosenquist, Jim Dine, Roy Lichtenstein, Robert Rauschenberg, Moritz Götze, David Gilhooly, Leonard Baskin, Fritz Scholder, Luis Jimenez, Joan Miró, Salvador Dalí, Marc Chagall und Adolf Dehn.